# Logarithme népérien de deux

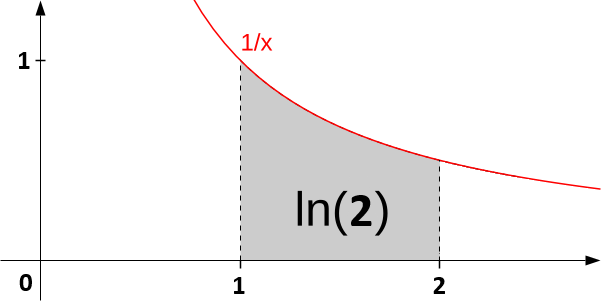
Le logarithme népérien de 2 vu comme une aire sous la courbe de la fonction.

Le logarithme népérien (ou naturel) du nombre 2 a pour développement décimal (suite A002162 de l'OEIS) :
{\displaystyle \ln 2=0,693\,147\,180\,559\,945\,309\,417\,232\,121\,458\cdots }
Le logarithme de 2 en base quelconque s'obtient par la formule :
{\displaystyle \log _{b}2={\frac {\ln 2}{\ln b}}.}
En particulier, le logarithme décimal a pour développement (  A007524 ) :
{\displaystyle \log _{10}2=0,301\,029\,995\,663\,981\,195\cdots }
L'inverse de ce nombre est le logarithme binaire de 10 :
{\displaystyle \log _{2}10={\frac {1}{\log _{10}2}}=3,321\,928\,095\cdots } (  A020862 ).
D'après le théorème de Lindemann-Weierstrass, le logarithme népérien (ou naturel) de tout entier naturel autre que 0 et 1 (plus généralement, de tout nombre algébrique positif autre que 1) est un nombre transcendant.

## Développements en série

### Séries alternées
La valeur numérique de ln 2 peut s'obtenir avec la fameuse « série harmonique alternée » :
{\displaystyle \ln 2=\sum _{n=1}^{\infty }{\frac {(-1)^{n+1}}{n}}=1-{\frac {1}{2}}+{\frac {1}{3}}-{\frac {1}{4}}+{\frac {1}{5}}-{\frac {1}{6}}+\cdots .}
Sa convergence lente la rend d'un intérêt peu pratique, mais on peut construire des formules plus efficaces :
{\displaystyle \ln 2={\frac {1}{2}}+{\frac {1}{2}}\sum _{n=1}^{\infty }{\frac {(-1)^{n+1}}{n(n+1)}}\;;}
{\displaystyle \ln 2={\frac {5}{8}}+{\frac {1}{2}}\sum _{n=1}^{\infty }{\frac {(-1)^{n+1}}{n(n+1)(n+2)}}\;;}
{\displaystyle \ln 2={\frac {2}{3}}+{\frac {3}{4}}\sum _{n=1}^{\infty }{\frac {(-1)^{n+1}}{n(n+1)(n+2)(n+3)}}\;;}
{\displaystyle \ln 2={\frac {131}{192}}+{\frac {3}{2}}\sum _{n=1}^{\infty }{\frac {(-1)^{n+1}}{n(n+1)(n+2)(n+3)(n+4)}}\;;}
{\displaystyle \ln 2={\frac {661}{960}}+{\frac {15}{4}}\sum _{n=1}^{\infty }{\frac {(-1)^{n+1}}{n(n+1)(n+2)(n+3)(n+4)(n+5)}}\;.}

### Séries monotones
{\displaystyle \ln 2=\sum _{n=1}^{\infty }{\frac {1}{2^{n}n}}\;;}
{\displaystyle \ln 2=1-\sum _{n=1}^{\infty }{\frac {1}{2^{n}n(n+1)}}\;;}
{\displaystyle \ln 2={\frac {1}{2}}+2\sum _{n=1}^{\infty }{\frac {1}{2^{n}n(n+1)(n+2)}}\;;}
{\displaystyle \ln 2={\frac {5}{6}}-6\sum _{n=1}^{\infty }{\frac {1}{2^{n}n(n+1)(n+2)(n+3)}}\;;}
{\displaystyle \ln 2={\frac {7}{12}}+24\sum _{n=1}^{\infty }{\frac {1}{2^{n}n(n+1)(n+2)(n+3)(n+4)}}\;;}
{\displaystyle \ln 2={\frac {47}{60}}-120\sum _{n=1}^{\infty }{\frac {1}{2^{n}n(n+1)(n+2)(n+3)(n+4)(n+5)}}.}

### Autres développements en série
{\displaystyle \sum _{n=0}^{\infty }{\frac {1}{(2n+1)(2n+2)}}=\ln 2\;;}
{\displaystyle \sum _{n=1}^{\infty }{\frac {1}{n(4n^{2}-1)}}=2\ln 2-1\;;}
{\displaystyle \sum _{n=1}^{\infty }{\frac {1}{(4n)^{3}-4n}}=-{\frac {1}{2}}+{\frac {3}{4}}\ln 2;}
{\displaystyle \sum _{n=1}^{\infty }{\frac {(-1)^{n}}{n(4n^{2}-1)}}=\ln 2-1\;;}
{\displaystyle \sum _{n=1}^{\infty }{\frac {(-1)^{n}}{n(9n^{2}-1)}}=2\ln 2-{\frac {3}{2}}\;;}
{\displaystyle \sum _{n=1}^{\infty }{\frac {1}{4n^{2}-2n}}=\ln 2\;;}
{\displaystyle \sum _{n=1}^{\infty }{\frac {2(-1)^{n+1}(2n-1)+1}{8n^{2}-4n}}=\ln 2\;;}
{\displaystyle \sum _{n=0}^{\infty }{\frac {(-1)^{n}}{(3n+1)(3n+2)}}={\frac {2\ln 2}{3}}\;;}
{\displaystyle \sum _{n=1}^{\infty }{\frac {1}{4n^{2}-3n}}=\ln 2+{\frac {\pi }{6}}} (sommes des inverses des nombres décagonaux).
{\displaystyle \sum _{n=0}^{\infty }{\frac {(-1)^{n}}{3n+1}}={\frac {\ln 2}{3}}+{\frac {\pi }{3{\sqrt {3}}}}\;;}
{\displaystyle \sum _{n=0}^{\infty }{\frac {(-1)^{n}}{3n+2}}=-{\frac {\ln 2}{3}}+{\frac {\pi }{3{\sqrt {3}}}}\;;}
{\displaystyle \sum _{n=1}^{\infty }{\frac {1}{\sum _{k=1}^{n}k^{2}}}=18-24\ln 2} en utilisant {\displaystyle \lim _{N\rightarrow \infty }\sum _{n=N}^{2N}{\frac {1}{n}}=\ln 2\;;}

### Développements impliquant la fonction zêta de Riemann
{\displaystyle \sum _{n=1}^{\infty }{\frac {\zeta (2n)-1}{n}}=\ln 2\;;}
{\displaystyle \sum _{n=2}^{\infty }{\frac {\zeta (n)-1}{2^{n}}}=\ln 2-{\frac {1}{2}}\;;}
{\displaystyle \sum _{n=1}^{\infty }{\frac {\zeta (2n+1)-1}{2n+1}}=1-\gamma -{\frac {\ln 2}{2}}\;;}
{\displaystyle \sum _{n=1}^{\infty }{\frac {\zeta (2n)}{2^{2n-1}(2n+1)}}=1-\ln 2}.
(ici γ est la constante d'Euler-Mascheroni et ζ la fonction zêta de Riemann).

### Développements issus du développement en série entière du logarithme au voisinage de 1
Ce développement du logarithme népérien (ou naturel)  s'écrit : {\displaystyle \ln(1-x)=-\sum _{n=1}^{\infty }{\frac {x^{n}}{n}}\ (1)}, valable pour {\displaystyle x\in \left[-1,1\right[}.
Il donne {\displaystyle \ln {\frac {1+x}{1-x}}=2x\sum _{k=0}^{\infty }{\frac {x^{2k}}{2k+1}}\ (2)}, valable pour {\displaystyle x\in \left]-1,1\right[}.
On obtient :
{\displaystyle \ln 2=\sum _{n=1}^{\infty }{\frac {(-1)^{n-1}}{n}}} pour {\displaystyle x=-1} dans (1),
{\displaystyle \ln 2=\sum _{n=1}^{\infty }{\frac {1}{2^{n}n}}} pour {\displaystyle x=1/2} dans (1),
{\displaystyle \ln 2={\frac {2}{3}}\sum _{k=0}^{\infty }{\frac {1}{9^{k}(2k+1)}}} pour {\displaystyle x=1/3} dans (2).
En écrivant {\displaystyle \textstyle 2={\frac {3}{2}}\cdot {\frac {4}{3}}} on obtient :
{\displaystyle \ln 2=\sum _{n=1}^{\infty }{\frac {(-1)^{n-1}}{2^{n}n}}+\sum _{n=1}^{\infty }{\frac {(-1)^{n-1}}{3^{n}n}}\;;}
{\displaystyle \ln 2=\sum _{n=1}^{\infty }{\frac {1}{3^{n}n}}+\sum _{n=1}^{\infty }{\frac {1}{4^{n}n}}\;;}
{\displaystyle \ln 2={\frac {2}{5}}\sum _{k=0}^{\infty }{\frac {1}{25^{k}(2k+1)}}+{\frac {2}{7}}\sum _{k=0}^{\infty }{\frac {1}{49^{k}(2k+1)}}.}
En écrivant {\displaystyle \textstyle 2=({\sqrt {2}})^{2}} on obtient :
{\displaystyle \ln 2=2\sum _{n=1}^{\infty }{\frac {(-1)^{n-1}}{({\sqrt {2}}+1)^{n}n}}\;;}
{\displaystyle \ln 2=2\sum _{n=1}^{\infty }{\frac {1}{(2+{\sqrt {2}})^{n}n}}\;;}
{\displaystyle \ln 2={\frac {4}{3+2{\sqrt {2}}}}\sum _{k=0}^{\infty }{\frac {1}{(17+12{\sqrt {2}})^{k}(2k+1)}}.}
En écrivant {\displaystyle \textstyle 2={\left({\frac {16}{15}}\right)}^{7}\cdot {\left({\frac {81}{80}}\right)}^{3}\cdot {\left({\frac {25}{24}}\right)}^{5}} on obtient :
{\displaystyle \ln 2=7\sum _{n=1}^{\infty }{\frac {(-1)^{n-1}}{15^{n}n}}+3\sum _{n=1}^{\infty }{\frac {(-1)^{n-1}}{80^{n}n}}+5\sum _{n=1}^{\infty }{\frac {(-1)^{n-1}}{24^{n}n}}\;;}
{\displaystyle \ln 2=7\sum _{n=1}^{\infty }{\frac {1}{16^{n}n}}+3\sum _{n=1}^{\infty }{\frac {1}{81^{n}n}}+5\sum _{n=1}^{\infty }{\frac {1}{25^{n}n}}\;;}
{\displaystyle \ln 2={\frac {14}{31}}\sum _{k=0}^{\infty }{\frac {1}{961^{k}(2k+1)}}+{\frac {6}{161}}\sum _{k=0}^{\infty }{\frac {1}{25921^{k}(2k+1)}}+{\frac {10}{49}}\sum _{k=0}^{\infty }{\frac {1}{2401^{k}(2k+1)}}.}

### Développements de type BBP
Une formule de calcul de ln 2 se déduit de la démonstration de la formule BBP : 
{\displaystyle \ln 2={\frac {2}{3}}+{\frac {1}{2}}\sum _{k=1}^{\infty }\left({\frac {1}{2k}}+{\frac {1}{4k+1}}+{\frac {1}{8k+4}}+{\frac {1}{16k+12}}\right){\frac {1}{16^{k}}}.}

## Représentations intégrales
Le logarithme népérien (ou naturel) de 2 apparaît fréquemment à la suite d'une intégration. Par exemple :
{\displaystyle I_{1}=\int _{0}^{1}{\frac {\mathrm {d} x}{1+x}}=\int _{1}^{2}{\frac {\mathrm {d} x}{x}}=\ln 2}
{\displaystyle I_{2}=\int _{0}^{+\infty }2^{-x}\mathrm {d} x={\frac {1}{\ln 2}}}
{\displaystyle I_{3}=\int _{0}^{\frac {\pi }{3}}\tan x\,\mathrm {d} x=2\int _{0}^{\frac {\pi }{4}}\tan x\,\mathrm {d} x=\ln 2}
{\displaystyle I_{4}=\int _{0}^{+\infty }{\frac {\mathrm {e} ^{-x}-\mathrm {e} ^{-2x}}{x}}\,\mathrm {d} x=\ln 2}
{\displaystyle I_{5}=\int _{0}^{1}{\frac {x-1}{\ln x}}\,\mathrm {d} x=\ln 2}
{\displaystyle I_{6}=\int _{0}^{+\infty }{\frac {\cos x-\cos 2x}{x}}\,\mathrm {d} x=\ln 2}
{\displaystyle I_{7}={\frac {2}{\pi }}\int _{0}^{+\infty }{\frac {\arctan 2x-\arctan x}{x}}\,\mathrm {d} x=\ln 2}
{\displaystyle I_{8}=-{\frac {1}{\mathrm {i} \pi }}\int _{0}^{\infty }{\frac {\ln x\ln \ln x}{(x+1)^{2}}}\,\mathrm {d} x=\ln 2}

## Autres représentations
Développement en série d'Engel : 
{\displaystyle \ln 2={\frac {1}{2}}+{\frac {1}{2\cdot 3}}+{\frac {1}{2\cdot 3\cdot 7}}+{\frac {1}{2\cdot 3\cdot 7\cdot 9}}+\cdots }, voir  A059180.
Développement en série de Pierce (analogue au développement d'Engel, mais avec des signes alternés) :
{\displaystyle \ln 2=1-{\frac {1}{1\cdot 3}}+{\frac {1}{1\cdot 3\cdot 12}}-\cdots }, voir  A091846.
Développement en cotangente continue de Lehmer :
{\displaystyle \ln 2=\cot({\operatorname {arccot}(0)-\operatorname {arccot}(1)+\operatorname {arccot}(5)-\operatorname {arccot}(55)+\operatorname {arccot}(14187)-\cdots })}, voir  A081785.
Développement en fraction continue simple :
{\displaystyle \ln 2=\left[0;1,2,3,1,6,3,1,1,2,1,1,1,1,3,10,1,1,1,2,1,1,1,1,3,2,3,1,...\right],} voir  A016730,
ce qui donne des approximations rationnelles, dont les premières sont 0, 1, 2/3, 7/10, 9/13 et 61/88.
Il existe aussi un développement en fraction continue généralisée :
{\displaystyle \ln 2=\left[0;1,2,3,1,5,{\tfrac {2}{3}},7,{\tfrac {1}{2}},9,{\tfrac {2}{5}},...,2k-1,{\frac {2}{k}},...\right]},
également exprimable sous la forme
{\displaystyle \ln 2={\cfrac {1}{1+{\cfrac {1}{2+{\cfrac {1}{3+{\cfrac {2}{2+{\cfrac {2}{5+{\cfrac {3}{2+{\cfrac {3}{7+{\cfrac {4}{2+\ddots }}}}}}}}}}}}}}}}={\cfrac {2}{3-{\cfrac {1^{2}}{9-{\cfrac {2^{2}}{15-{\cfrac {3^{2}}{21-\ddots }}}}}}}}.}

## Décimales connues
Ci-dessous est présenté un tableau des enregistrements récents pour le calcul des décimales de ln 2 . Depuis décembre 2018, il a été calculé plus de décimales que pour tout autre logarithme népérien, d'un entier naturel, à l'exception de celui de 1.
| Date             | Nom               | Nombre de décimales |
| ---------------- | ----------------- | ------------------- |
| 7 janvier 2009   | A. Yee et R. Chan | 15 500 000 000      |
| 4 février 2009   | A. Yee et R. Chan | 31 026 000 000      |
| 21 février 2011  | Alexandre Yee     | 50 000 000 050      |
| 14 mai 2011      | Shigeru Kondo     | 100 000 000 000     |
| 28 février 2014  | Shigeru Kondo     | 200 000 000 050     |
| 12 juillet 2015  | Ron Watkins       | 250 000 000 000     |
| 30 janvier 2016  | Ron Watkins       | 350 000 000 000     |
| 18 avril 2016    | Ron Watkins       | 500 000 000 000     |
| 10 décembre 2018 | Michael Kwok      | 600 000 000 000     |
| 26 avril 2019    | Jacob Riffee      | 1 000 000 000 000   |
| 19 août 2020     | Seungmin Kim,     | 1 200 000 000 100   |
| 9 septembre 2021 | William Echols,   | 1 500 000 000 000   |